# Randy Sandke
Jay Randall Sandke (Chicago, 5 mei 1949) is een Amerikaanse jazzmuzikant (trompet, gitaar).

## Biografie
Tijdens zijn studie aan de Indiana University in 1968 formeerden hij en Michael Brecker een jazzrockband, die optrad op het Notre Dame Collegiate Jazz Festival. Hij werd uitgenodigd om lid te worden van de begeleidingsband van rockzangeres Janis Joplin, maar een keelprobleem weerhield hem ervan op te treden. Ondanks een succesvolle operatie aan zijn keel, gaf hij de trompet op, verhuisde hij naar New York en speelde de komende tien jaar gitaar. Toen hij terugkeerde naar de trompet, werd hij lid van het Nighthawks Orchestra onder leiding van Vince Giordano, gevolgd door een lidmaatschap bij Sidney Bechets Legacy onder leiding van Bob Wilber. Van 1984 tot 1985 maakte hij deel uit van de laatste band van Benny Goodman.
Sandke merkt op in de aantekeningen bij The Subway Ballet: 'Oké - ik werkte met Benny Goodman, maar ook met Fats Navarro en Herbie Hancock en niemand noemt ze swingmuzikanten. Op deze manier gelabeld worden lijkt een beetje op het feit dat je een kindermisbruiker wordt genoemd, omdat de tag nooit lijkt te verdwijnen en beide kunnen even schadelijk zijn voor je carrière'. Hij heeft meer dan twintig albums als bandleider opgenomen, variërend van het opnieuw bekijken van muziek uit de jaren 1920 en 1930 tot verkenningen van hedendaagse idiomen in het gezelschap Michael Brecker, Kenny Barron, Marty Ehrlich, Bill Charlap en Uri Caine. Hij raakte geïnteresseerd in het verkennen van dissonante, niet-standard harmonieën, die buiten de conventionele triadische harmonie liggen en creëerde een muziektheorie van wat hij metatonaliteit noemt, een harmonisch systeem dat wordt beschreven in zijn boek Harmony for a New Millennium.
Hij leidde de New York All-Stars met Dan Barrett en Ken Peplowski, de Metatonal Band met Marvin Smith en Ted Rosenthal en maakte arrangementen voor het Carnegie Hall Jazz Orchestra. Zijn geschriften bevatten een methodeboek over zijn metatonale benadering van harmonie. Zijn broer Jordan Sandke is trompettist. Beide broers speelden in het Widespread Depression Jazz Orchestra. Zijn albums bevatten Trumpet After Dark, een jazz-with-strings album dat renaissance violen gebruikt in plaats van moderne violen. Inside Out en Outside In brengen mainstream jazzmuzikanten zoals Ken Peplowski en avant-garde jazzmuzikanten Ray Anderson en Uri Caine samen. Zijn werk verscheen in de films The Cotton Club, Bullets over Broadway en The Curse of the Jade Scorpion.

## Discografie

### Als leader
- 1986: New York Stories (Stash)
- 1992: Stampede (Jazzology)
- 1993: The Bix Beiderbecke Era (Nagel-Heyer)
- 1993: I Hear Music (Concord Jazz)
- 1995: The Chase (Concord Jazz)
- 1996: Calling All Cats (Concord Jazz)
- 1997: The Music of the Trumpet Kings met Harry Allen (Nagel-Heyer)
- 1998: Awakening (Concord Concerto)
- 2000: The Re-discovered Louis and Bix (Nagel-Heyer)
- 2002: Randy Sandke Meets Bix Beiderbecke (Nagel-Heyer)
- 2002: Inside Out: Mainstream Meets the New Music (Nagel-Heyer)
- 2002: The Music of Bob Haggart (Arbors)
- 2003: Cliffhanger (Nagel-Heyer)
- 2005: Trumpet After Dark (Evening Star)
- 2005: Now & Again with Dick Hyman (Arbors)
- 2008: Unconventional Wisdom (Arbors)

Met de New York Allstars
- 1993: Play Jazz Favorites/Broadway (Nagel-Heyer)
- 1996: We Love You, Louis! (Nagel-Heyer)
- 1997: Count Basie Remembered Volume One (Nagel-Heyer)
- 1997: Count Basie Remembered Volume Two (Nagel-Heyer)
- 1999: The New York Allstars Play Lionel Hampton Volume One (Nagel-Heyer)

### Als sideman
Met Susannah McCorkle
- 1993: From Bessie to Brazil (Concord Jazz)
- 1994: From Broadway to Bebop (Concord Jazz)
- 1996: Easy to Love (Concord Jazz)
- 1998: Someone to Watch Over Me (Concord Jazz)

Met anderen
- 1984: John Barry, The Cotton Club (Geffen)
- 1985: Widespread Depression Jazz Orchestra, Paris Blues (CBS)
- 1990: Jon Hendricks, Freddie Freeloader (Denon)
- 1990: Loren Schoenberg, Just A-Settin' and A-Rockin'  (Musicmasters)
- 1992: George Masso, The Wonderful World of George Gershwin (Nagel-Heyer)
- 1992: John Pizzarelli, All of Me (Novus/RCA)
- 1992: Peanuts Hucko Featuring Louise Tobin, Swing That Music (Star Line)
- 1993: Ken Peplowski, Steppin' with Peps (Concord Jazz)
- 1994: Harry Allen, A Night at Birdland Volume 1 (Nagel-Heyer)
- 1994: Karrin Allyson, Sweet Home Cookin'  (Concord Jazz)
- 1994: Mel Torme, A Tribute to Bing Crosby (Concord Jazz)
- 1994: Peanuts Hucko, Billy Butterfield, Trummy Young, Tribute to Louis Armstrong (Jazz Heritage)
- 1995: Allen Lowe, Woyzeck's Death (Enja)
- 1995: Bob Wilber, Live at the Vineyard (Challenge)
- 1995: Butch Miles, Cookin ' (Nagel-Heyer)
- 1995: Harry Allen, A Night at Birdland Volume 2 (Nagel-Heyer)
- 1996: Bob Wilber, The Hamburg Concert (Nagel-Heyer)
- 1996: Dick Hyman, Swing Is Here (Reference)
- 1996: John Pizzarelli, After Hours (Novus/RCA)
- 1996: Karrin Allyson, Scott Hamilton, Concord Jazz Festival All-Stars, Fujitsu-Concord 27th Jazz Festival (Concord)
- 1997: Jerry Jerome, Something Old, Something New (Arbors)
- 1997: Warren Vaché jr., Warren Plays Warren (Nagel-Heyer)
- 1999: Wycliffe Gordon, Slidin' Home (Nagel-Heyer)
- 2000: Erich Kunzel, Route 66 (Telarc)
- 2000: Frank Vignola, Off Broadway (Nagel-Heyer)
- 2000: James Chirillo, Sultry Serenade (Nagel-Heyer)
- 2000: Oliver Jackson, The Last Great Concert (Nagel-Heyer)
- 2000: Warren Vache, Swingtime! (Nagel-Heyer)
- 2002: Butch Miles, Howard Alden, Soulmates (Nagel-Heyer)
- 2003: Flip Phillips, Flip Phillips Celebrates His 80th Birthday at the March of Jazz 1995 (Arbors)
- 2003: Geoff Muldaur, Private Astronomy (Edge Music)
- 2006: Allen Lowe, Jews in Hell (Spaceout)
- 2007: Cynthia Sayer, Attractions (Plunk)
- 2012: Scott Robinson, Bronze Nemesis (Doc-Tone)
- 2014: Ann Hampton Callaway, From Sassy to Divine (Shanachie)

- Bibliothèque nationale de France: cb13937272v (data)
- Gemeinsame Normdatei: 13457589X
- International Standard Name Identifier: 0000 0000 7365 7530
- Library of Congress Control Number: n95076810
- MusicBrainz: 068aed30-0911-4850-a193-8aa6fd91d49a
- Nederlandse Thesaurus van Auteursnamen: 338301127
- SNAC: w6bt3cpv
- Système universitaire de documentation: 153481293
- Virtual International Authority File: 46950284
- WorldCat: E39PBJyRFG79bvTqWpKyQxwpyd